# Bisdom Birmingham
Het bisdom Birmingham (Latijn: Dioecesis Birminghamiensis in Alabama) is een rooms-katholiek bisdom met als zetel Birmingham, in de Amerikaanse staat Alabama. Het bisdom is suffragaan aan het aartsbisdom Mobile. 

## Geschiedenis
Het bisdom werd opgericht op 28 juni 1969, als afsplitsing van het bisdom Mobile-Birmingham, en was suffragaan aan het aartsbisdom New Orleans. Op 29 juli 1980 veranderde het van kerkprovincie en werd suffragaan aan het nieuw verheven aartsbisdom Mobile. 

## Parochies
Het bisdom had in 2022 een oppervlakte van 72.728 km2 en telde 3.178.570 inwoners waarvan 3,6% rooms-katholiek was.

## Bisschoppen
- Joseph Gregory Vath (29 september 1969 - 14 juli 1987)
- Raymond James Boland (2 februari 1988 - 22 juni 1993)
- David Edward Foley (22 maart 1994 - 10 mei 2005)
- Robert Joseph Baker (14 augustus 2007 - 25 maart 2020)
- Steven John Raica (25 maart 2020 - heden)

## Galerij van afbeeldingen

Wapen van het bisdom
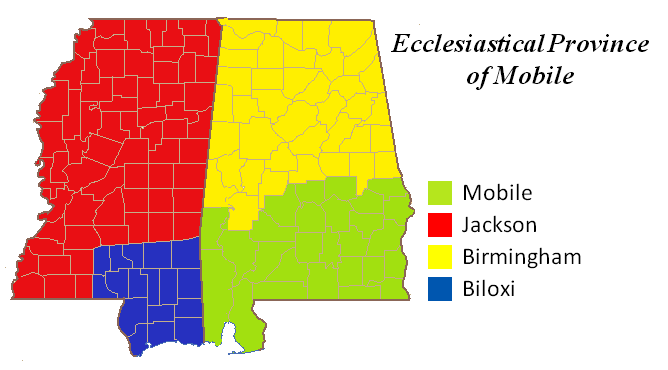
Kerkprovincie met aartsbisdom en suffragane bisdommen
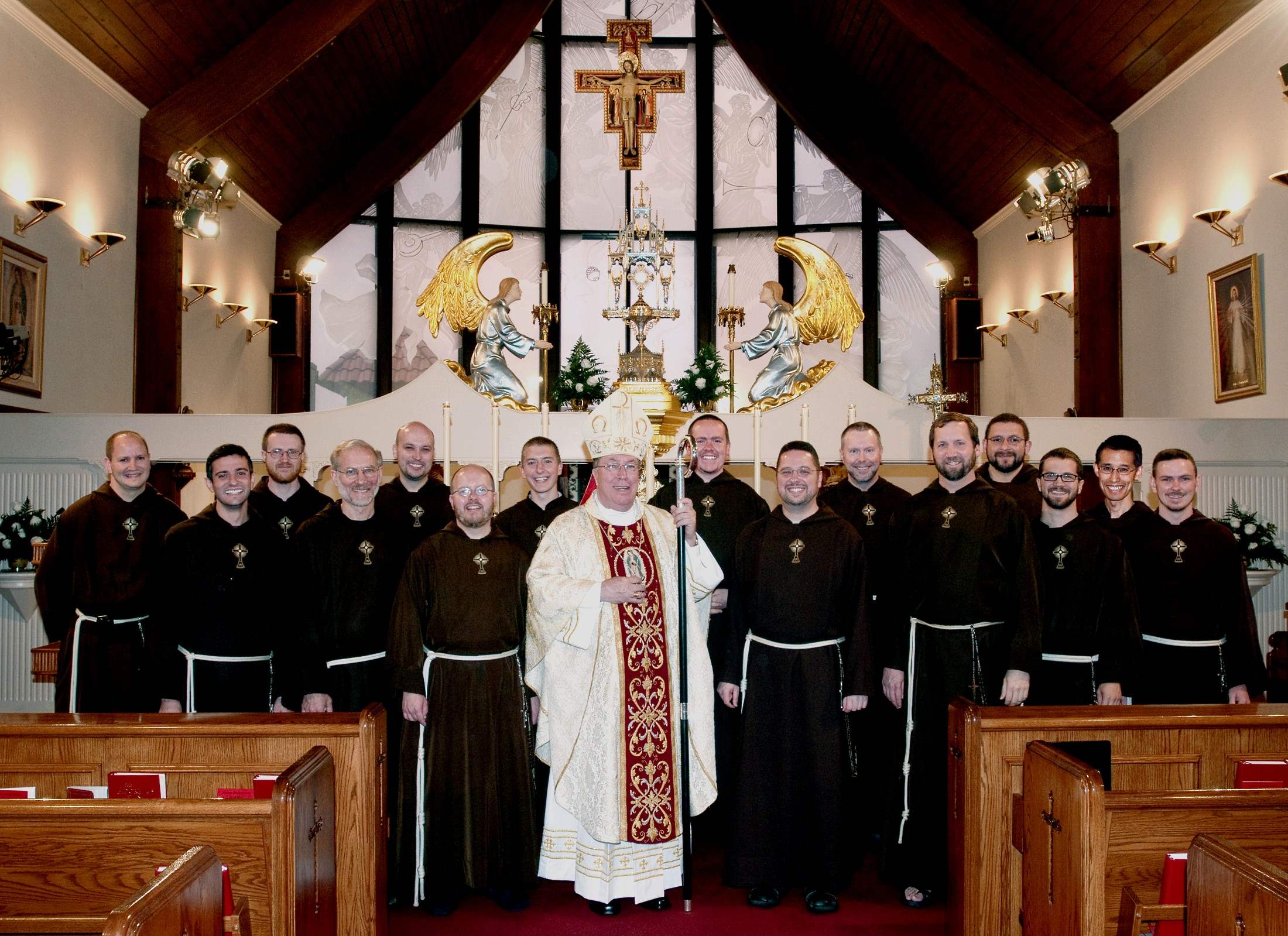
Bisschop Robert Joseph Baker (2007-2020)

Mobile (aartsbisdom) · Biloxi · Birmingham · Jackson